# Gerbathodes
Gerbathodes is een geslacht van vlinders van de familie uilen (Noctuidae), uit de onderfamilie Acronictinae.

## Soorten
- G. angusta Butler, 1879
- G. lichenodes Graeser, 1892
- G. ypsilon Butler, 1879